# Йегбе, Терри
Терри Йегбе (англ. Terry Yegbe; род. 25 января 2001) — ганский футболист, защитник шведского «Эльфсборга».

## Клубная карьера
Начинал заниматься футболом в клубе второго ганского дивизиона «Кикерс». Затем перебрался в академию ВАФА, за основную команду которой выступал в Премьер-лиге. После окончания контракта с клубом присоединился к клубу «Вижн» из первого дивизиона, за который выступал на протяжении двух лет.
В марте 2022 года на правах аренды отправился в финский СИК, где начал выступление за вторую команду клуба, выступающую в Юккёнене. По окончании сезона арендное соглашение было продлено, а защитник переведён в основную команду. 5 апреля 2023 года в матче первого тура против «Хаки» дебютировал в чемпионате Финляндии, появившись на поле с первых минут. В августе того же года подписал с СИК полноценный контракт, рассчитанный на четыре с половиной года.
13 декабря 2023 года стал игроком шведского «Эльфсборга», с которым заключил соглашение на пять лет.

## Карьера в сборной
В июне 2023 года был вызван в состав сборной Ганы до 23 лет на Кубок африканских наций. На турнире Йегбе принял участие в трёх матчах группового этапа с Конго (3:2), Марокко (1:5) и Гвинеи (1:1).

## Клубная статистика
| Выступление      | Выступление      | Выступление      | Лига | Лига | Кубки | Кубки | Конт. кубки | Конт. кубки | Итого | Итого |
| Клуб             | Лига             | Сезон            | Игры | Голы | Игры  | Голы  | Игры        | Голы        | Игры  | Голы  |
| ---------------- | ---------------- | ---------------- | ---- | ---- | ----- | ----- | ----------- | ----------- | ----- | ----- |
| ВАФА             | Премьер-лига     | 2019             | 9    | 0    | 0     | 0     | 0           | 0           | 9     | 0     |
| ВАФА             | Итого            | Итого            | 9    | 0    | 0     | 0     | 0           | 0           | 9     | 0     |
| Вижн             | Первый дивизион  | 2021/22          | 12   | 0    | 0     | 0     | 0           | 0           | 12    | 0     |
| Вижн             | Итого            | Итого            | 12   | 0    | 0     | 0     | 0           | 0           | 12    | 0     |
| Академия СИК     | Юккёнен          | 2022             | 21   | 1    | 2     | 0     | 0           | 0           | 23    | 1     |
| Академия СИК     | Итого            | Итого            | 21   | 1    | 2     | 0     | 0           | 0           | 23    | 1     |
| СИК              | Вейккауслига     | 2023             | 25   | 0    | 4     | 1     | 0           | 0           | 29    | 1     |
| СИК              | Итого            | Итого            | 25   | 0    | 4     | 1     | 0           | 0           | 29    | 1     |
| Всего за карьеру | Всего за карьеру | Всего за карьеру | 12   | 0    | 1     | 0     | 0           | 0           | 13    | 0     |